# 슈미트카메라
슈미트카메라(Schmidt Camera)는 독일의 슈미트가 고안한 반사망원경의 일종으로, 광학계를 가진 망원경에 사진장치를 한 것이다. 이 카메라의 특징은 거울면을 구면으로 하고, 전면에 보정용 곡면렌즈를 두어 구면수차를 없앤다. 수가 작고 밝은 카메라로서, 영상도 매우 질이 좋다. 초점면이 곡면을 이루므로, 건판 또는 필름을 그 곡면에 압착할 필요가 있다.
이 망원경은 거울의 지름이 커지면서 시야가 좁아지는 것을 방지하며, 넓은 하늘을 한눈에 볼 수 있는 사진을 찍을 수 있다. 이 때문에 하늘 어느 곳에 나타날지 모르는 혜성·신성·소행성·인공위성을 추적하기 쉬우며, 넓은 분포를 보여주는 혜성·성단·성운·은하·은하단을 찍고 측정하는 데 큰 힘을 발휘한다.